# El Jorullo (comunidad)
El Jorullo es una comunidad Rural ubicada en el municipio de Puerto Vallarta, Jalisco, México, se encuentra a 940 m s. n. m., su población está en constante desarrollo y desde 2006 a la fecha, el índice población ha aumentado, así como el movimiento de la migración hacia otras áreas del municipio y fuera del país, las principales actividades de Subsistencia de la región son el desarrollo de actividades ecoturísticas, el cultivo de semillas y la elaboración de productos artesanales a mano de los habitantes que posteriormente son trasladados a las zonas Urbanas en las que predomina la actividad Turística.

## Actividades
Las principales actividades son la agricultura, los servicios ecoturísticos y la elaboración de trabajos artesanales. Los habitantes han desarrollado métodos de siembra adaptadas a las zonas montañosas y al clima propios del área, los productos obtenidos de estas actividades son distribuidos principalmente en el municipio de Puerto Vallarta Jalisco, México.
La Artesanía es otra de las actividades típicas de Esta comunidad Rural, en ella se elaboran con materiales de Madera y piel desde Adornos para centros de mesa, ornamentos y figuras talladas en diversos materiales por manos de los habitantes de la zona. así como accesorios para vestimenta, los habitantes además se dedican a la prestación de servicios de turismo, ya que la zona es rica en escenarios naturales de gran impacto en el turismo internacional Nacional y local, debido a los contrastes de la montaña con la playa de Puerto Vallarta, algo poco común en los destinos turísticos de playa. 

## Religión
La principal doctrina religiosa profesada en esta pequeña comunidad es en su mayoría católica aunque existen otras esta es la predominante y la mayoría de los habitantes celebran los días festivos católicos.

## Ejido
Su dotación como Ejido fue llevada a cabo en el año de 1940 con 13.767 ha constituido por 157 Ejidatarios. Pertenece a Asociación de Selvicultores Costa Norte Jalisco. Socio de la Caja Solidaria 4 Ejidos de Puerto Vallarta.

## Organizaciones
Beneficiado pago por Servicios Ambientales Hidrológicos y Acreditado como comunidad Instructora en el año del 2009 por la CONAFOR.